# Moschea Ferhadija (Banja Luka)
La moschea di Ferhat-Pasha (Bosniaco: Ferhat-pašina džamija), conosciuta anche come moschea Ferhadija, è una moschea ottomana della città di Banja Luka, in Bosnia-Erzegovina.

## Storia

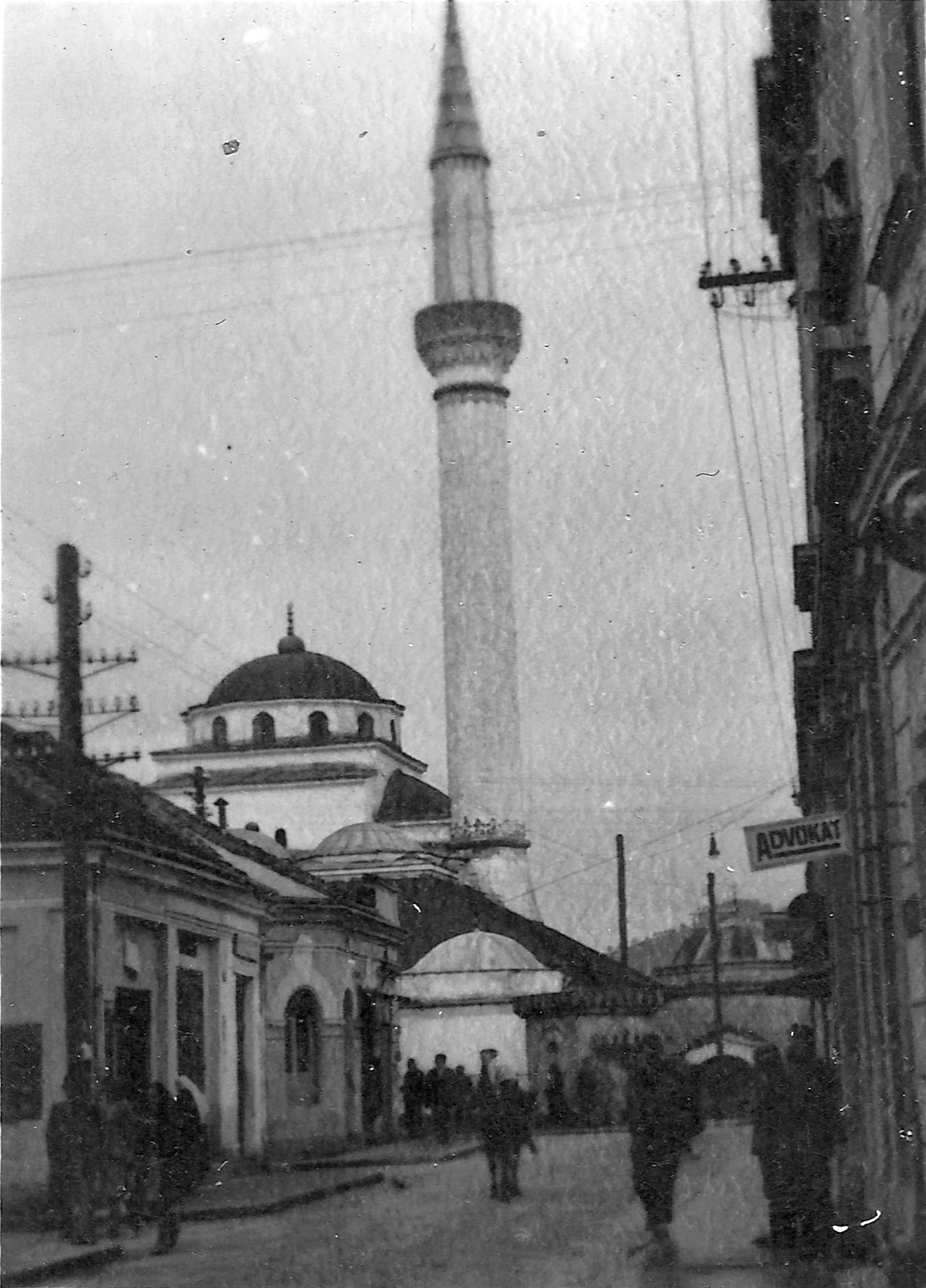
La moschea nel 1941.

La moschea, costruita nel 1579 nel classico stile ottomano, è annoverata tra i maggiori esempi dell'architettura islamica della Bosnia ed Erzegovina del XVI secolo ed è stata commissionata dal Sanjak-Bey bosniaco Ferhat-paša Sokolović. L'autore principale, anonimo, fu allievo di Mimar Sinan. Il complesso della moschea Ferhadija includeva inoltre tre piccoli mausolei adiacenti in cui riposavano le tombe del committente e della nipote, Safi-kaduna. Vi si trovavano inoltre una fontana, chiamata Shaderwan, una staccionata in pietra e ferro battuto e un piccolo cimitero sul retro. In seguito fu aggiunta al complesso una torre con orologio.
Come d'abitudine per le strutture di questo tipo in Bosnia la moschea era di piccole dimensioni, lunga 14 metri e larga 18, quanto l'altezza della cupola principale. La moschea fu inserita nel 1950 nel patrimonio culturale della Bosnia Erzegovina e come tale fu protetta dall'UNESCO fino alla sua distruzione, avvenuta nel 1993. Il sito e le rovine della moschea sono considerate attualmente monumento nazionale della Bosnia Erzegovina.
La moschea fu parzialmente distrutta per mezzo di esplosivi il 7 maggio 1993 e venne in seguito demolita. Il primo bombardamento della moschea fu messo in atto dalle autorità della Republika Srpska come parte di una campagna di pulizia etnica, come provato dal Tribunale penale internazionale per l'ex-Jugoslavia nel verdetto su Radoslav Brđanin. La successiva demolizione fu organizzata dalle stesse autorità e incluse la distruzione dell'intero complesso Ferhadija. I resti furono portati alla discarica mentre alcune pietre e ornamenti vennero ridotti in frammenti e usati per appianare una zona che venne in seguito adibita a parcheggio. Alcune settimane dopo la distruzione di Ferhadija venne distrutto anche il vicino orologio chiamato Sahat-Kula.
La moschea Ferhadija fu una delle 16 che vennero distrutte nella città di Banja Luka durante la guerra di Bosnia che durò dal 1992 al 1995. La distruzione della moschea Ferhadija è stata recentemente citata dalla parte bosniaca di fronte alla Tribunale penale internazionale, nell'ambito del caso sul genocidio bosniaco, come elemento di pulizia etnica e genocidio messo in atto dalle autorità della Republika Srpska durante la guerra di Bosnia.
Il 7 maggio 2001 la cerimonia di posa della prima pietra per la ricostruzione della moschea fu interrotta dalla violenza di un gruppo di nazionalisti serbi che aggredirono i partecipanti all'evento e incendiarono alcuni macchinari del cantiere. Ciò rallentò l'avvio dei lavori, che tuttavia cominciarono e portarono all'inaugurazione della rinata moschea Ferhadija il 7 maggio 2016, 23 anni dopo la sua distruzione.